# Heinrich Huwart
Heinrich Huwart (29. Dezember 1822 in Berlin – 20. Dezember 1873 in St. Petersburg) war ein deutscher Theaterschauspieler.

## Leben
Huwart ging erst in seinem 26. Jahre zur Bühne und wurde Mitglied der Bastéschen Theatergesellschaft. Mit derselben machte er alle Kreuz- und Querzüge mit, verließ sie jedoch im Jahre 1851 und nahm Engagement bei Kroll in Berlin. Hier spielte er erste Helden und Liebhaber und gefiel außerordentlich.
Nach dreijähriger Tätigkeit kam er nach Riga, dann nach Frankfurt am Main, Hamburg und Breslau. Endlich, 1863 erhielt er einen Ruf an das Hoftheater in St. Petersburg, wo er als Philipp (Don Carlos), König (Zopf und Schwert), Soliman (Zriny) debütierte. Dort ging er in das Charakterfach über und wurde sowohl vom Hof wie vom Publikum geehrt und geschätzt. Zehn Jahre wirke er an diese Hofbühne und zeichnete sich in der letzten Zeit besonders in den humoristischen und feinkomischen Väterrollen aus.
Am 15. Dezember 1873 spielte er unter großem Unbehagen den Odoardo Galotti. Nur mit Mühe führte er die Rolle zu Ende. Die dort herrschende Cholera hatte sich auch diesen Künstler zum Opfer ausgesucht, und am 20. Dezember war er eine Leiche. Da hatte der Tod einem kräftigen Leben und einem hervorragenden Künstler frühzeitig ein Ende bereitet.
Huwart verstand es zu ergreifen, zu rühren und zu erheitern. Immer fand er die lauteste Anerkennung seiner Zuhörer, und so bleibt ihm in den weitesten Kreisen ein ehrendes Andenken gesichert.